# Rejneke
Eiland van Rejneke (Russisch: Остров Рейнеке, Ostrov Rejneke) is een klein Russisch eiland iets ten zuidwesten van Vladivostok. Het eiland is onderdeel van de Keizerin Eugénie-archipel in de Baai van Peter de Grote. Het hoogste punt is 148 meter en de oppervlakte bedraagt 4,6 km². In 2003 woonden er 23 mensen.
Het eiland is genoemd naar Michael Rejneke, vice-admiraal en hydrograaf.

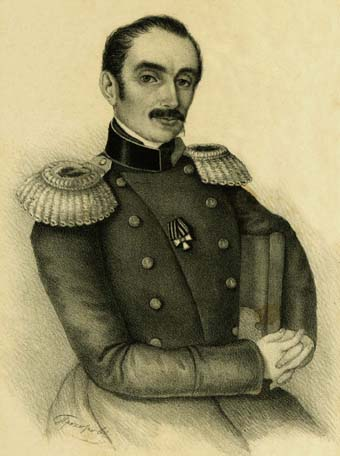
Michael Rejneke, de naamgever van het eiland.